# Eragrostis trimucronata
Eragrostis trimucronata är en gräsart som beskrevs av Diana Margaret Napper. Eragrostis trimucronata ingår i släktet kärleksgrässläktet, och familjen gräs.
Artens utbredningsområde är Tanzania. Inga underarter finns listade i Catalogue of Life.